# Aniceto António dos Santos
Se procura o homónimo governador civil de Ponta Delgada e dirigente escutista, veja capitão Aniceto dos Santos.
Aniceto António dos Santos e Castro (Angra do Heroísmo, 5 de Abril de 1843 —  Angra do Heroísmo, 6 de junho de 1923) foi um professor e jornalista açoriano, aluno do Liceu de Angra do Heroísmo onde completou o curso em 1887. Foi também aluno do Seminário Episcopal de Angra, onde completou o 1.° e 2.° anos do curso de teologia de 1870 a 1871. Foi pai de Aniceto dos Santos, governador civil de Ponta Delgada.

## Biografia
Nasceu em Santa Luzia de Angra, filho de uma relação extra-conjugal de Aniceto António dos Santos, contratador dos tabacos e dos dízimos e um dos mais ricos comerciantes angrenses (depois arruinado), genro do barão de Palença, com Maria Teresa de Castro, filha do comerciante e capitão de navios Tomé de Castro. Foi reconhecido pelo pai, mas baptizado como «filho de mãe oculta».
Em 1865 foi capelão da Sé Catedral de Angra do Heroísmo, a Igreja de São Salvador (Angra do Heroísmo). Resolvendo não seguir a vida sacerdotal saiu da ilha Terceira em 1871 com destino ao Rio de Janeiro, Brasil. No entanto desistiu dos seus propósitos de emigrar ao chegar a Lisboa, onde encontrou Jácome de Ornelas Bruges de Ávila Paim da Câmara, o 2.° conde da Praia da Vitória, de quem era amigo, que o demoveu do intento.
Neste ano foi nomeado professor de ensino elementar primário do 1.° e 2.° grau para a escola da freguesia das Lajes, concelho da Praia da Vitória, sendo, a bem do serviço público, transferido em 1874 para a escola da Sé, concelho de Angra do Heroísmo onde leccionou até 1899, sendo nos últimos anos como professor complementar.
Estabeleceu em 1892 o colégio denominado Colégio Instituto Angrense, instituição onde leccionou pessoal habilitado com cursos superiores e que congregou em seu torno uma importante clientela, constituída pelos filhos das famílias mais afluentes de Angra, descontentes com a qualidade do ensino ministrado na escola pública local.
Durante o período que exerceu o magistério primário apresentou a exame 305 alunos, muitos dos quais fizeram formaturas em várias faculdades, cursos superiores de diversas escolas e ocuparam importantes lugares sociais.
Por despacho de 17 de Outubro de 1899 foi nomeado professor da escola distrital do Angra do Heroísmo, da qual foi também secretário.
Como jornalista estabeleceu, com o professor José de Menezes Mendonça, o jornal Voz do Professorado, que se publicou durante algum tempo em Angra do Heroísmo.
O seu nome está ligado à fundação de várias associações e fez parte de muitas comissões de festivais patrióticos e de actos de beneficência. Enquanto professor da Escola da Sé realizou com os seus alunos brilhantes saraus literários e récitas infantis no Teatro Angrense.